# محمود دلفانی
محمود (دنیل) دلفانی Daniel  Delfani (زادۀ ۱۳۴۷ -تهران ) جامعه‌شناس، تاریخ‌نگار، آینده‌پژوه ایرانی فرانسوی  است. وی در مونترآل سکونت دارد و از سال 2007 ریاست دانشگاه حکمرانی در پاریس Methodologica Governance University و مدیر مسئولی پژوهشنامۀ دانشگاهی آنالیتیکا ایرانیکا را بر عهده دارد.
 محمود دلفانی نویسنده کتاب های گوناگون پژوهشی تحلیلی  و دهها مقاله دانشگاهی به زبان های فرانسه انگلیسی و فارسی  است. =

## زندگی
محمود دلفانی در سال ۱۳۴۷ در تهران  دنیا آمد. او تحصیلات عالی خود را در زمینۀ تاریخ و جامعه‌شناسی و آینده پژوهی راهبردی در ایران (دانشگاه تهران) و فرانسه (دانشگاه سوربن) انجام داد و در زمینه‌هایی همچون تاریخ نخبگان و اندیشه سیاسی در سده‌های نوزدهم و بیستم، تاریخ روحانیت شیعه و نهادهای مذهبی در دورۀ پهلوی اول به پژوهش پرداخت. با این همه زمینۀ اصلی تحقیقات او فلسفۀ تاریخ و روش‌شناسی پژوهش‌های تاریخی و روش های آینده پژوهی و مدیریت راهبردی است. 
محمود دلفانی از سال ۲۰۰7 به تدریس فلسفۀ تاریخ و روش‌شناسی علوم تاریخی مدیریت راهبردی  روش‌شناسی علوم انسانی و آینده پژوهی در کشور های مختلف پرداخته است.  او هم‌اکنون علاوه بر ریاست دانشگاه حکمرانی پاریس  مدیر مسئول و سردبیر  پژوهشنامه دانشگاهی آنالیتیکا ایرانیکا (Analytica Iranica) نیز هست که به دو زبان فرانسوی و انگلیسی در فرانسه و کانادا از سال ۲۰۰۸ منتشر می‌شود. دکتر محمود دلفانی هم اکنون مدیریت شرکت مشاوره مدیریت داهبردی Futurale در کانادا را بر عهده دارد.

## شعر
محمود دلفانی نخستین مجموعه شعر خود را در سال ۱۳۷۶ با عنوان «آسمان سفر همیشه آبی نیست» منتشر کرد. سیدعلی صالحی در نشریه دنیای سخن در معرفی این مجموعه گفت: «اشعاری که خواندن آن آسان است ولی گفتن آن بسیار دشوار». او دومین مجموعه شعر خود را پس از بیست سال در سال ۱۳۹۸ با عنوان «نبودن‌های تو با من» منتشر کرد که در آن اشعاری فراواقع‌گرایانه نیز وجود دارد.

## آثار
- دل‍ف‍ان‍ی‌، م‍ح‍م‍ود، ف‍ره‍ن‍گ‌س‍ت‍ی‍زی‌ در دورۀ رض‍ا ش‍اه‌ (اس‍ن‍اد م‍ن‍ت‍ش‍ر ن‍ش‍دۀ س‍ازم‍ان‌ پ‍رورش‌ اف‍ک‍ار ۱۳۱۷ - ۱۳۲۰ه‍. ش‌)، ت‍ه‍ران‌: س‍ازم‍ان‌ اس‍ن‍اد م‍ل‍ی‌ ای‍ران‌، پ‍ژوه‍ش‍ک‍ده‌ اس‍ن‍اد، ۱۳۷۵.
- دل‍ف‍ان‍ی‌، م‍ح‍م‍ود، اس‍ن‍اد س‍ازم‍ان‌ پ‍ی‍ش‍اه‍ن‍گ‍ی‌ ای‍ران‌ در دورۀ رض‍اش‍اه‌، ت‍ه‍ران‌: س‍ازم‍ان‌ اس‍ن‍اد و ک‍ت‍اب‍خ‍ان‍ه‌ م‍ل‍ی‌ ج‍م‍ه‍وری‌ اس‍لام‍ی‌ ای‍ران‌‏‫، ۱۳۸۲.‏
- دل‍ف‍ان‍ی‌، م‍ح‍م‍ود، ‏احسان نراقی، تنهای در جمع، تهران: روزبهان، ‏‫۱۳۹۹.‬

-
```
L'Iran et la France ; malgré les apparences, EUROPERSE Edition, 2009- 
```

-Traversée occidentale‪, La naissance d'une nouvelle élite iranienne en Occident, volume 1, « Naissance d’une nouvelle élite iraniennes en Europe sous les Qâdjârs(1811-1925), Editions Methodologica Governance University, Paris, 2013 ‪
-Traversée occidentale‪, La naissance d'une nouvelle élite iranienne en Occident, volume 2, « Envoi des étudiants iraniens en Europe sous Reza Shah Pahlavi », Editions Methodologica Governance University, Paris , 2014 ‪
-Traversée occidentale‪, La naissance d'une nouvelle élite iranienne en Occident, volume 3, « Les activités politiques des étudiants iraniens en France d’entre deux guerres et leur retour en Iran »,  Editions Methodologica Governance University, Paris, 2015 ‪
-Traversée occidentale‪, La naissance d'une nouvelle élite iranienne en Occident, volume 4, « Théorie de la naissance et de l’évolution d’une nouvelle élite en Iran moderne », Editions Methodologica Governance University, Paris, 2020

### شعر
- دل‍ف‍ان‍ی‌، م‍ح‍م‍ود، آس‍م‍ان‌ س‍ف‍ر ه‍م‍ی‍ش‍ه‌ آب‍ی‌ ن‍ی‍س‍ت‌، ت‍ه‍ران‌: کتاب سیامک‏‫، ۱۳۷۴.‬
- دل‍ف‍ان‍ی‌، م‍ح‍م‍ود، نبودن‌های تو با من، تهران: صفحه سفید‏‫، ۱۳۹۸.‮‬